# العلاقات السلوفينية الغينية
العلاقات السلوفينية الغينية هي العلاقات الثنائية التي تجمع بين سلوفينيا وغينيا.

## مقارنة بين البلدين
هذه مقارنة عامة ومرجعية للدولتين:
| وجه المقارنة                                              | سلوفينيا                                                      | غينيا       |
| --------------------------------------------------------- | ------------------------------------------------------------- | ----------- |
| المساحة (كم2)                                             | 20.27 ألف                                                     | 245.86 ألف  |
| عدد السكان (نسمة)                                         | 2.07 مليون                                                    | 12.72 مليون |
| الكثافة السكانية (ن./كم²)                                 | 102.12                                                        | 51.74       |
| العاصمة                                                   | ليوبليانا                                                     | كوناكري     |
| اللغة الرسمية                                             | اللغة السلوفينية، اللغة الإيطالية، لغة مجرية                  | لغة فرنسية  |
| العملة                                                    | يورو، تولار سلوفيني                                           | فرنك غيني   |
| الناتج المحلي الإجمالي (بليون دولار)                      | 48.77 مليار                                                   | 10.50 مليار |
| الناتج المحلي الإجمالي (تعادل القوة الشرائية) بليون دولار | 66.01 مليار                                                   | 15.24 مليار |
| الناتج المحلي الإجمالي الاسمي للفرد دولار أمريكي          | 20.73 ألف                                                     | 531         |
| الناتج المحلي الإجمالي للفرد دولار أمريكي                 | 30.40 ألف                                                     | 1.22 ألف    |
| مؤشر التنمية البشرية                                      | 0.880                                                         | 0.411       |
| رمز المكالمات الدولي                                      | +386                                                          | +224        |
| رمز الإنترنت                                              | .si                                                           | .gn         |
| المنطقة الزمنية                                           | توقيت وسط أوروبا، ت ع م+01:00، ت ع م+02:00، أوروبا/ليوبليانا ‏ | 00          |

## منظمات دولية مشتركة
يشترك البلدان في عضوية مجموعة من المنظمات الدولية، منها:
| علم المنظمة | اسم المنظمة                               | تاريخ انضمام سلوفينيا | تاريخ انضمام غينيا |
| ----------- | ----------------------------------------- | --------------------- | ------------------ |
|             | مؤسسة التنمية الدولية                     | 25 فبراير 1993        | 26 سبتمبر 1969     |
|             | يونسكو                                    | 27 مايو 1992          | 2 فبراير 1960      |
|             | وكالة ضمان الاستثمار متعدد الأطراف        | 19 مارس 1993          | 5 أكتوبر 1995      |
|             | الأمم المتحدة                             | 22 مايو 1992          | 12 ديسمبر 1958     |
|             | الفريق المعني برصد الأرض                  | ?                     | ?                  |
|             | الاتحاد البريدي العالمي                   | ?                     | ?                  |
|             | البنك الدولي للإنشاء والتعمير             | 25 فبراير 1993        | 28 سبتمبر 1963     |
|             | منظمة حظر الأسلحة الكيميائية              | ?                     | ?                  |
|             | مؤسسة التمويل الدولية                     | 25 فبراير 1993        | 22 أكتوبر 1982     |
|             | المركز الدولي لتسوية المنازعات الاستشارية | 6 أبريل 1994          | 4 ديسمبر 1968      |
|             | منظمة التجارة العالمية                    | ?                     | 25 أكتوبر 1995     |
|             | منظمة الشرطة الجنائية الدولية             | ?                     | ?                  |

## وصلات خارجية
- موقع وزارة الخارجية السلوفينية